# Plena inclusió Comunitat Valenciana
Plena inclusió Comunitat Valenciana és el principal moviment d'associacions de persones amb discapacitat intel·lectual i del desenvolupament al País Valencià.
La missió de Plena inclusió Comunitat Valenciana és contribuir, des del seu compromís ètic, amb suport i oportunitats a possibilitar que les persones amb discapacitat intel·lectual o del desenvolupament i les famílies desenvolupen el seu projecte de qualitat de vida, així com promoure la inclusió de les persones amb discapacitat intel·lectuals i del desenvolupament com a ciutadans de ple dret en una societat més justa i solidària.
Plena inclusió Comunitat Valenciana és membre constituent del CERMI-CV, patronat de Fundació ONCE i manté aliances amb universitats i diferents organitzacions.

## Associacions membres
Actualment està constituïda per un total de 50 associacions, vora 8000 persones i 6000 usuaris, 120 centres i més de 1700 professionals.
- ACYPSA (Associació de Pares de Discapacitats Psíquics)
- ACODIP (Associació Comarcal de Persones amb Discapacitat Intel·lectual)
- ADIMA
- ADISPAC (Associació pro Persones amb Discapacitat d'Alzira i comarca)
- ADISTO (Associació de Discapacitats de Torrent)
- AFACO (Associació de Famílies de Persones amb Discapcitat Funcional)
- AFADI
- AFANIAD (Associació de Famílies de Nens i Adults Discapacitats)
- Afanias Benircarló
- Afanias Castelló
- AFU COM Sueca
- Aldis Paiporta
- ALFiL
- AMPA COM Juan de Garay
- ANILA
- APADICC
- APADIS
- APMP Virgen Esperanza
- APNAV
- APSA
- APRODESCO
- A.PP.AA. Fuente San Luis
- ASFADIS
- ASMISAF
- ASPAU (Associació Projecte Autista)
- ASPRODIS
- ASPRONA
- ASPROMIN
- Associació Valenciana Síndrome Prader-Willi
- Associació de Deficients Psíquics La Milagrosa de Vila-Real
- Associació Granja El Rinconet
- Bona Gent
- Koynos Cooperativa Valenciana
- Coordinadora Físicos y Psíquicos de Villar y Comarca
- Centre Ocupacional Virgen de la Esperanza
- Associació de serveis socials Endavant
- Fevadis
- Fundació Pro Tutela Alacant
- Fundació Sant Francesc de Borja
- Fundisval
- Hogar Vull
- Centre Ocupacional La Salut
- Centre Ocupacional La Torre
- Associació Podem
- Patronat Francisco Esteve
- Projecte Trèvol
- Síndrome de Down Alacant
- UPAPSA
- Associació Comarcal Pro-Discapacitats
- Sonrisa Aldaya
- Centre Ocupacional Maigmó
- Centre Ocupacional Tola
- Tots Junts Podem
- PP.MM. Tutors del Centre Ocupacional Hort de Feliu